# Prophasiane flumenata
Prophasiane flumenata är en fjärilsart som beskrevs av Richard F. Pearsall 1906. Prophasiane flumenata ingår i släktet Prophasiane och familjen mätare. Inga underarter finns listade i Catalogue of Life.